# 25. новембар
25. новембар (25.11.) је 329. дан године по грегоријанском календару (330. у преступној години). До краја године има још 36 дана.

## Догађаји
- 1120 — Вилијам Аделин, једини законити син енглеског краља Хенрија I се удавио након бродолома Белог брода, што је довело до осамнаестогодишњег грађанског рата.
- 1491 — Окончан је Гранадски рат потписивањем мира и Гранаде између Краљевине Кастиље и Арагона и Гранадског емирата.
- 1783 — Последњи британски војници су напустили Њујорк, након завршетка Америчког рата за независност.
- 1795 — Последњи пољски краљ Станислав Поњатовски је био присиљен да абдицира након Трећа деоба Пољске.
- 1884 —

- У Сент Луису у америчкој држави Мисури Џон Мајенберг патентирао је млеко у праху.
- Отворен је први течај енглеског језика у Великој школи у Београду.

- 1915 — Врховна команда српске војске у Првом светском рату донела је одлуку о повлачењу трупа преко Црне Горе и Албаније.Након окончања дејства у долини Велике и Јужне Мораве(Битка на Морави (1915)),у повлачењу војника праћених избеглицама, живот је изгубило више од 240.000 људи. На Крф је савезничким бродовима пребачено 135.000 војника, који су опорављени и реорганизовани наставили борбе на Солунском фронту наредне године.
- 1918 — Велика скупштина Срба, Буњеваца и осталих Словена у Новом Саду донела одлуку о присаједињењу Баната, Бачке и Барање Краљевини Србији.
- 1936 — Немачка и Јапан су потписале Антикоминтерна пакт којим су се обавезале на борбу против ширења комунизма.
- 1941 — Погинуло је 848 британских морнара када је немачка подморница потопила британски ратни брод "Барам" у Другом светском рату.
- 1943 — У Мркоњић-Граду је одржано прво заседање Земаљског антифашистичког већа народног ослобођења Босне и Херцеговине.
- 1952 — У позоришту у Лондону је први пут изведена Мишоловка Агате Кристи, која непрекидно изводи више од 60 година.
- 1965 — Војним ударом под вођством генерала Жозефа Мобутуа у Конгу је збачен са власти председник Жозеф Каса-Вубу. Касније је проглашена Демократска Република Конго, 1971. назив је промењен у Република Заир, а њен председник је узео име Мобуту Сесе Секо.
- 1969 — Члан "Битлса" Џон Ленон вратио је титулу Реда Британске Империје коју му је 1965. доделила краљица Елизабета II, у знак протеста због подршке Велике Британије агресији САД у Вијетнаму и британске политике у нигеријској провинцији Бијафра.
- 1970 — Јапански писац Јукио Мишима, је починио јавно ритуално самоубиство (харакири), у знак протеста против "вестернизације" Јапана.
- 1975 — Суринам добио независност од Холандије
- 1992 — Парламент Чешке је гласао за поделу Чехословачке на посебне државе Чешку и Словачку од 1. јануара 1993.
- 1996 — Више од 100.000 људи протестовало је улицама Београда због судског поништавања победе опозиционе коалиције "Заједно" на локалним изборима, оптужујући председника Слободана Милошевића да је покрао изборе.
- 2001 — Америчка компанија "Едвансд сел технолоџи" саопштила је да је клонирала људски ембрион. Према изјави научника достигнуће ће бити коришћено у медицини, а не за клонирање људског бића.
- 2002 —

- Председник Црне Горе Мило Ђукановић поднео је оставку. Дан касније предложен је за мандатара нове црногорске владе.
- УНМИК преузео контролу над општинском администрацијом у северном делу Косовске Митровице, коју су до тада контролисали Срби. Тиме је након три године и пет месеци међународна заједница успоставила власт на читавој територији Косова.

- 2013 — Изашао је трећи албум групе Ван дирекшон, под називом Midnight Memories.

## Рођења
- 1562 — Лопе де Вега, реформатор шпанског позоришта и драматург. (прем. 1635)
- 1717 — Александар Сумароков, руски песник и драматург, творац класичног позоришта у Русији. (прем. 1777)
- 1828 — Фрањо Рачки, хрватски свештеник, историчар и политичар. (прем. 1894)
- 1835 — Ендру Карнеги, шкотско-амерички индустријалац и филантроп. (прем. 1919)[1]
- 1841 — Ернст Шредер, немачки математичар. (прем. 1902)
- 1844 — Карл Бенц, немачки аутомобилски инжењер, један од изумитеља аутомобила и суоснивач компаније Мерцедес-Бенц. (прем. 1929)
- 1881 — Папа Јован XXIII. (прем. 1963)
- 1924 — Пол Дезмонд, амерички џез саксофониста и композитор. (прем. 1977)
- 1924 — Анте Марковић, хрватски и југословенски политичар, последњи председник Савезног извршног већа (премијер) СФРЈ. (прем. 2011)
- 1940 — Јан Јонгблуд, холандски фудбалски голман и фудбалски тренер. (прем. 2023)
- 1947 — Трејси Волтер, амерички глумац.
- 1948 — Весна Малохоџић, српска глумица. (прем. 2022)
- 1951 — Данило Лазовић, српски глумац. (прем. 2006)
- 1951 — Артуро Перез Реверте, шпански књижевник и новинар.
- 1951 — Џони Реп, холандски фудбалер и фудбалски тренер.
- 1952 — Радмила Хрустановић, српска политичарка, дипломаткиња и адвокатица, градоначелница Београда (2001—2004).
- 1956 — Слободан Нинковић, српски глумац.
- 1959 — Франческа Гоншо, енглеска глумица.
- 1966 — Дејан Чукић, српско-дански глумац.
- 1971 — Весна Вукелић Венди, српска певачица, модел, глумица и ТВ водитељка.
- 1971 — Кристина Еплгејт, америчка глумица.
- 1975 — Александар Чубрило, српски кошаркаш.
- 1977 — Гиљермо Кањас, аргентински тенисер.
- 1978 — Марино Баждарић, хрватски кошаркаш.
- 1978 — Ана Сакић, српска глумица.
- 1979 — Џоел Кинаман, шведско-амерички глумац.
- 1979 — Брук Хејвен, америчка порнографска глумица.
- 1980 — Арон Мокуна, јужноафрички фудбалер.
- 1981 — Шаби Алонсо, шпански фудбалер.
- 1983 — Александар Тришовић, српски фудбалер.
- 1984 — Гаспар Улије, француски глумац. (прем. 2022)
- 1986 — Кејт Касиди, америчка глумица.
- 1991 — Никола Максимовић, српски фудбалер.
- 1995 — Даница Крстић, српска певачица.
- 2000 — Лара Лука, српска ватерполисткиња.
- 2000 — Ричард Одада, кенијски фудбалер.

## Смрти
- 1560 — Андреа Дорија, ђеновљански адмирал.
- 1865 — Хајнрих Барт, немачки истраживач. (рођ. 1821)
- 1914 — Даворин Јенко, словеначки композитор. (рођ. 1835).
- 1959 — Жерар Филип, француски филмски и позоришни глумац.
- 1968 — Радоје Љутовац артиљерац, који је топом оборио непријатељски авион 1915. године
- 1974 — У Тант, бурмански дипломата. (рођ. 1909).
- 2003 — Теди Вилбурн, кантри музичар. (рођ. 1931).
- 2016 — Фидел Кастро, кубански револуционар. (рођ. 1926).[2]
- 2020 — Дијего Армандо Марадона, аргентински фудбалер и тренер. (рођ. 1960)[3]

## Празници и дани сећања
- Српска православна црква данас прославља[4]
  - Свети Јован Милостиви
  - Преподобни Нил Синајски
  - Нил Мироточиви
- Дан државности Босне и Херцеговине[5] који се обиљежава у Федерацији Босне и Херцеговине.[6][7][8]
- Међународни Дан борбе против насиља над женама